# Trematopygodes townesi
Trematopygodes townesi är en stekelart som beskrevs av Hinz och Horstmann 1998. Trematopygodes townesi ingår i släktet Trematopygodes och familjen brokparasitsteklar. Inga underarter finns listade i Catalogue of Life.